# Уилоу (филм)
„Уилоу“ (на английски: Willow) е американски приключенски/фентъзи филм от 1988 г. на режисьора Рон Хауърд, а основната идея за сценария е на Джордж Лукас, и във филма участват Уоруик Дейвис, Вал Килмър, Джоан Уоли, Джийн Марш и Били Барти. Дейвис играе едноименния водещ герой: неохотен земеделски фермер, който играе решаваща роля в защитата на специално бебе от тиранична царица, която се заклева да я унищожи и да завладее света във висока фантастична обстановка.
Лукас замисли идеята за филма през 1972 г., приближавайки се към Хауърд за режисура по време на пост-продукционната фаза на „Какавидите“ (Cocoon) през 1985 г. Боб Долман е дошъл да напише сценария, измислил седем проекта преди да завърши в края на 1986 година. нагоре в Metro-Goldwyn-Mayer и основната фотография започна през април 1987 г., завършвайки следващия октомври. По-голямата част от снимките се проведоха в Elstree Studios в Хертфордшир, Англия, както и в Уелс и Нова Зеландия. Industrial Light & Magic създаде последователностите на визуалните ефекти, които доведоха до революционен пробив с технологията за цифрово преобразуване. Филмът е издаден през 1988 г. със смесени отзиви от критици, но е бил скромен финансов успех, получил е две номинации за „Оскар“ и е развил култ сред феновете на фантазиите.
На 10 декември е обявено, че ще има сериал, чиито снимки ще започнат през 2021 г., а премиерата му ще е през 2022 г. по Disney+.

## Сюжет
Когато пророчеството гласи, че едно женско дете със специално рождено петно ще предвещава падението на злата магьосница кралица Бавморда, тя затваря всички бременни жени в царството си, за да предотврати нейното изпълнение. Когато детето се роди, майката умолява акушерката да скрие детето и да я изведе на безопасно място. Акушерката неохотно приема и напуска замъка Нокмаар незабелязана. Майката е екзекутирана; акушерката е преследвана и евентуално намерена. Знаейки, че не може да избяга, акушерката поставя бебето на импровизиран сал от трева и я изпраща по реката, преди да бъде убит от гончетата на Нокмаар. Бавморда, ядосана от бягството, изпраща дъщеря си Сорша и нейния командир на армията, генерал Каел, за да открият бебето.
Бебето се спуска надолу към селото на Нелвините (джуджета) Тя влиза в грижата на Уилоу Уфгуд, добър фермер и фокусник с надежда да стане истински магьосник. Неговата съпруга Кайя и децата му се влюбват незабавно в бебето, а Уилоу, след известно съпротивление, бързо расте и я обича. Селото е нападнато от самотно нокмарско куче; след като са били убити от селските воини, те заключават, че е след бебе. Уилоу разкрива бебето на Висшия Алдуин, селския магьосник. Той заявява, че детето е специално и че трябва да бъде върната обратно при дайкините (хората). Уилоу, благодарение на любовта си към детето, е избрана да придружава доброволците при връщането на бебето. На кръстопътята на дайкините, те откриват човешки воин на име Мадмартиган, хванат в клетката на врана. Докато останалата част от партията искат да дадат бебето на Мадмартиган и веднага да се приберат вкъщи, Уилоу и неговият приятел Мегош отказват, така че останалите си тръгват. След като прекара нощта на кръстовището и се срещна с армия, водена от Аирк Таугбаер, стар приятел на Мадмартиган, който е срещу Бавморда, Уилоу неохотно решава да освободи Мадмартиган и да му предаде бебето.
Тъй като Мегош и Уилоу се отправят към дома, откриват, че бебето е откраднато от група духчета. Те преследват духчетата и са в капан, но са спасени от феята кралица Черлиндра. Черлиндра казва на Уилоу, че бебето се казва Елора Данан, бъдещата императрица на Тир Аслин, и проклятието на Бавморда. Тя дава на Уилоу пръчката си и му възлага задачата да помогне на Елора да изпълни съдбата си. Уилоу изпраща Мегош у дома и двама от духчетата, Франджън и Рул, са натоварени да помогнат на Уилоу да намери магьосницата Фин Ризел. Тримата намират Мадмартиган в механа, където е преоблечен като жена, която се крие от Луг, съпруг на рогоносец. Сорша пристига и разкрива своята идентичност; Луг, ядосан от осъзнаването, че Мадмартиган не е жена, започва разправия, позволявайки на Уилоу, Мадмартиган и духчетата да избягат. Мадмартиган ги води до езерото, където Ризел живее преди да замине.
Намират Ризел, но откриват, че е превърната в опосум от Бавморда. Уилоу и неговата партия се завръщат с нея на брега, но срещат Сорша, която вече държи Мадмартиган в ареста. Те са отведени в заснежен планински лагер на армията Нокмаар, където Уилоу се опитва да възстанови Ризел, но я превръща във врана. Мадмартиган случайно се дозира с любовния еликсир от духчетата по време на бягството си и завършва с обявяването на своята безсмъртна любов към Сорша, много за нейното неверие. Затворниците бягат с бебето и стигат до село в подножието на планината. Макар и да се крият, те отново се сблъскват с Еърк и онова, което остава от неговата армия, победени от силите на Бавморда. Мадмартиган обявява своята лоялност към нелвина и обещава да защити Уилоу и Елора.
Взимат Сорша като заложник, но тя избягва, за да каже на Каел къде отиват. Те пристигат в замъка Тир Аслин, само за да открият, че сега е завладян от тролове, а жителите са прокълнати от Бавморда. Мадмартиган намира брони и оръжия, докато се подготвя за нападението от Каел и Сорша. По време на боевете Сорша осъзнава, че има чувства към Мадмартиган и решава да се присъедини към него и Уилоу в противопоставянето на майка си. Уилоу случайно превръща трола в ебориск, масивно, огнено дишащо, двуглаво драконово подобно чудовище, което започва да атакува всичко, което вижда. Аирк пристига с армията си, обръщайки вълната на битката. Каел отвлича Елора и избягва в Нокмаар, където докладва предателството на Сорша пред Бавморда. Тя нарежда подготовката на ритуала, за да прогони душата на Елора.
Армията на Еърк, Уилоу и останалите пристигат в Нокмаар, за да обсаждат, но Бавморда превръща повечето от тях в прасета. Уилоу избягва, когато Разиел го използва, за да избегне трансформация. Той отново успява да обърне Ризел и премахва магията на Бавморда от армията. Те се промъкват в замъка и в последвалата битка Аирк е убит от Каел, който от своя страна е убит от Мадмартиган след дълъг дуел на меча. Сорша води Уилоу и Ризел в ритуалната стая, за да прекъснат жертвата на Елора. Бавморда инкапортира Сорша и после се разговаря с Ризел, която след това е елиминирана. Уилоу използва „стар трик“, за да заблуди Бавморда да мисли, че Елора е изпратена до измерение, което е извън нейния обхват; Разгневена, Бавморда случайно излива върху себе си жертвените течности на ритуала, който се превръща в злата магьосница, а Уилоу и приятелите му победоносно са спечелили войната.
Уилоу е възнаградена с магическа книга, която да му помогне да стане магьосник, а Сорша и Мадмартиган остават във възстановения Тир Аслин, за да съберат Елора заедно. Уилоу се завръща у дома, за да посрещне героя и изпълнява истински магически трик, много за радост на Висшия Алдуин, преди да бъде щастливо събрана със семейството си.

## Актьорски състав
| Роля             | Описание | Изпълнител                           | Български дублаж (Арс Диджитал Студио, 2006 г.) | Български дублаж (bTV, 2009 г.) |
| ---------------- | --- | ------------------------------------ | ----------------------------------------------- | ------------------------------- |
| Уилоу Ъфгуд      | Нелвинско джудже и на моменти несполучливо изявяващ се магьосник, който играе решаваща роля в защитата на детето Елора Данан от злата кралица-вълшебница Бавморда.                                             | Уоруик Дейвис                        | Николай Николов                                 | Живко Джуранов                  |
| Мадмартиган      | Един храбър наемнически оръженосец, който помага на Уилоу за неговото търсене. | Вал Килмър                           | Васил Бинев                                     | Владимир Пенев                  |
| Елора Данан      | пеленаче във филма но и бъдеща принцеса която предрича че вещицата-кралица Бавморда ще падне от власт. | Кейт и Рут Грийнфийлд Ребека Бийрман |                                                 |                                 |
| Сорша            | Дъщеря-воѝн на Бавморда, която се обръща срещу майка си и обикнала Мадмартиган който искрено е пленен и очарован от красотата на щерката на чародейката ,а може би заради влияние на вълшебна мъгла върху него | Джоан Уоли                           | Силвия Лулчева                                  | Живка Донева                    |
| Кралица Бавморда | злодейният владетел на Нокмаар, мощна черна магьосница и майка на Сорша. | Джийн Марш                           | Елена Русалиева                                 | Христина Ибришимова             |
| Фин Ризел        | застаряващата магьосница, която е превърната в опосум поради проклятието на Бавморда. | Патриша Хейс                         | Силвия Лулчева                                  | Живка Донева                    |
| Висшия Алдуин    | Нелуински магьосник, който поръчва на Уилоу да отиде на неговото пътуване, осъзнавайки потенциала, който Уилоу притежава в магията.                                                                            | Били Барти                           | Васил Бинев                                     | Цанко Тасев                     |
| Генерал Каел     | Нечистият съдружник на кралица Бавморда и висок командир на нейната армия. | Пат Роуч                             | Борис Чернев                                    | Калин Сърменов                  |
| Аирк Таугбаер    | военния командир на унищоженото царство Галадоорн и приятел на Мадмартиган. | Гейвън О'Херлихи                     | Борис Чернев                                    | Калин Сърменов                  |
| Черлиндра        | приказната фея, която живее в гората и актуализира Уилоу за важността на неговото приключение. | Мария Хорвоу                         | Елена Русалиева                                 | Живка Донева                    |
| Рул и Франджийн  | Две духчета, които също служат за комично облекчение в пътуването на Уилоу. | Кевин Полак Рик Овертон              | Николай Николов Васил Бинев                     | Живко Джуранов Цанко Тасев      |
| Мигош            | Най-близкият приятел на Уилоу, който го придружава по пътя му. | Дейвид Дж. Стийнбърг                 | Борис Чернев                                    | Калин Сърменов                  |
| Бъргълкът        | лидерът на селищния съвет на нелвините- враг на Уилоу. | Марк Нортоувър                       | Борис Чернев                                    | Владимир Пенев                  |
| Вонкар           | Нелвински воѝн, който също придружава Уилоу по време на пътуването му. | Фил Фондакаро                        | Васил Бинев                                     | Цанко Тасев                     |
| Кая Ъфгуд        | Съпругата на Уилоу; любяща майка ентусиазирано грижеща се за бебенцето Елора | Джули Питърс                         | Силвия Лулчева                                  | Христина Ибришимова             |
| Нелвински воѝни  | - | Малкълм Диксън Тони Кокс             |                                                 |                                 |

## Продукция
Лукас замисли идеята за филма (оригинално озаглавен Munchkins) през 1972 г. Подобно на целта на „Междузвездни войни“ (Star Wars), той създава „редица добре познати митологични ситуации за млада публика“. По време на производството на „Завръщането на джедаите“ през 1982 година. Лукас се обърна към Уоруик Дейвис, който играеше Евок Уикет, за да играе Уилоу Ъфгуд. Изминаха пет години, преди той да бъде хвърлен в ролята. Лукас „мислеше, че би било чудесно да използваме малък човек във водеща роля. Много от моите филми са за малък човек срещу системата, а това е просто по-буквално тълкуване на тази идея.“
Лукас обясни, че трябваше да изчака до средата на 80-те години, за да направи филма, защото технологията за визуални ефекти най-накрая бе достатъчно напреднала, за да изпълни визията си. Междувременно актьорският режисьор Рон Хауърд се опитваше да направи фантастичен филм. Бил е в Industrial Light & Magic по време на пост-производствената фаза на „Какавидите“ (Cocoon), когато за първи път се е обърнал към Лукас, за да насочи Уилоу. Преди това е участвал в „Американски графити“ на Лукас, и Лукас чувстваше, че той и Хауърд споделят симбиотична връзка, подобна на тази, която му харесва Стивън Спилбърг. Хауърд номинира Боб Долман да напише сценария, базиран на историята на Лукас. Долман е работил с него на телевизионен пилот от 1983 г., наречен Little Shots, който не е довел до поредица, а Лукас се възхищава от творчеството на Долман в комедията WKRP in Cincin.
Долман се присъедини към Хауърд и Лукас в ранчото на Скайуокър за поредица от продължителни конференции и е написал седем проекта на неговия сценарий между пролетта и есента на 1986 г. Предпроизводството започна в края на 1986 г. Различни големи филмови студия отказаха да разпространяват и съфинансират с Lucasfilm, защото смятаха, че жанрът на фантазията е неуспешен. Това до голяма степен се дължи на филми като „Крул“ (Crool), „Легенда“ (Legend), „Убиец на дракони“ (Dragonslayer) и „Лабиринт“ (Labyrinth). Лукас го отведе в Метро-Голдуин-Майер (MGM), който бе ръководен от Алан Лад Младши. Лад и Лукас споделиха отношенията си още в средата на 70-те години, когато Лад, управляващ 20th Century Fox на 20 век, освети идеята на Лукас за „Междузвездни войни“. Въпреки това, през 1986 г. MGM се сблъсква с финансови проблеми, а големите инвестиции във фантастичен филм се възприемат като риск. Лад напредна с половината си бюджет от 35 млн. Долара в замяна на театрални и телевизионни права, оставяйки Лукасфилм с домашно видео и плащат телевизионни права да предлагат в замяна на другата половина. RCA / Columbia Pictures Home Video плати $15 милиона на Лукас в замяна на видео права.
Лукас основава характера на генерал Каел (Пат Роуч) върху филмовия критик Полин Каел, факт, който не се губи от Каел в печатния ѝ преглед на филма. Тя посочила генерал Каел като „почит към мои“. По същия начин, двуглавият дракон се нарича „Eborsisk“ след филмовите критици Джийн Сискел и Роджър Еберт.

### Заснемане
Главната фотография започва на 2 април 1987 г. и завършва след октомври. Вътрешните кадри се проведоха в студията Elstree в Хертфордшир, Англия, докато стрелбата по местоположение се състоя в Уелс и Нова Зеландия. Първоначално Лукас визуализира снимането на филма, подобен на „Завръщането на джедаите“, със студийни сцени в Елстрий и места в Северна Калифорния, но в крайна сметка идеята изчезна. Въпреки това, някои екстериори са направени около ранчото на Скайуокър и на място във водопадите Бърни, близо до планината Шаста. Китайското правителство отказа на Лукас шанс за кратка локация. След това изпраща група фотографи в Южен Китай, за да снимат конкретен пейзаж, който след това е използван за фон със син екран. Национален парк Тонгариро в Нова Зеландия е избран за дом на замъка Бавморда.

### Визуални ефекти
Industrial Light & Magic (ILM) на Lucasfilm създава последователности за визуални ефекти. Сценарият призова Уилоу да възстанови Фин Ризел (Патриша Хейс) от коза в човешка форма. Уилоу рецитира това, което смята за подходящо заклинание, но превръща козата в щраус, паун, костенурка и накрая тигър, преди да я върне към нормалното. Надзорникът на ILM Денис Мюрен обмисли използването на анимация за стоп-моушън за сцената. Той обясни също така, че друг традиционен и практичен начин в края на 80-те години да изпълни тази последователност би бил чрез използването на оптично разтваряне с разчети на различни етапи.
Мюрен открива, че и двата стоп движения и оптичните ефекти са твърде технически предизвикателни и реши, че трансформационната сцена ще бъде идеална възможност за ILM да създаде напредък с технологията за цифрово преобразуване. Той предложи да снима всяко животно, а актрисата да се удвои за Хейс и след това да подхрани изображенията в компютърна програма, разработена от Дъг Смит. След това програмата ще създаде плавен преход от един етап към друг, преди да изведе резултата обратно върху филма. Смит започва разработването на необходимия софтуер през септември 1987 г. До март 1988 г., впечатляващият резултат на Мурен и колегата му дизайнер Дейвид Алън постигнаха това, което би представлявало пробив за компютърно генерираните изображения (CGI). Техники, разработени за последователността, по-късно са били използвани от ILM за „Индиана Джоунс и Последният кръстоносен поход“, „Терминатор 2: Денят на страшния съд“ и „Стар Трек VI: Неоткритата страна“.
Ръководителят на анимационния отдел на ILM, Wes Takahashi, ръководи анимационните поредици на филма.

## Отзиви

### Бокс офис
Филмът бе показан и популяризиран на филмовия фестивал в Кан през 1988 година. Издаден е на 20 май 1988 г. в 1209 киносалони, спечелил $8 300 169 в началото на уикенда, поставяйки номер едно в каси на уикенда. Лукас се надяваше, че ще спечели толкова пари, колкото „Извънземното“, но филмът се сблъсква с ранна конкуренция с „Дънди Крокодила II“, „Големият“, и „Рамбо III“. Осъществявайки над 57 млн. Долара в северноамериканската каса, това не е било очаквано от хитовите блокбъстъри. Не беше и финансов провал, тъй като той печелеше от силни международни, домашни видеа и телевизионни продажби.

### Критически отзиви
Филмът е издаден за смесени отзиви от критиците. Към декември 2018 г., въз основа на 50 прегледа, събрани от Rotten Tomatoes, 50% от критиците дадоха на филма положителен отзив със средна оценка 5.8 / 10.
Жанет Маслин от „Ню Йорк Таймс“ похвали разказа на Лукас, но беше критичен към посоката на Рон Хауърд. „Хауърд изглежда е имал пълни ръце в простото овладяване на специалните ефекти“, каза Маслин.
Десън Томсън пише във „Вашингтон Поуст“ (The Washington Post), обясни, че подобно приключенско приключение на режисьор Роб Райнър за „Принцесата булка“, която операторът Ейдриън Бидъл също е заснел, успява да пробуди томове повече, без да заслепява, а тъжно е да обвиняваме Лукас, създател на трилогията на „Междузвездни войни“ (Star Wars) и „Похитителите на изчезналия кивот“ (Raiders of the Lost Ark), за да забрави трикове за забавление. Майк Кларк в „Ю Ес Ей Тъдей“ (USA Today) пише, че дъждовната буря в края, в която Добрите краища на злото са като Led Zeppelin се среща с дивия букет. Филмът вероятно е твърде много за малки деца и може би твърде много от същото за циниците. Но всяка възраст над 6 до 13 години, който вижда това, може да бъде ухапан от „филмовата грешка“ за цял живот."

### Награди и номинации
Филмът получава номинация за „Оскар“ в категориите за визуални ефекти и монтаж на звукови ефекти, но загубиха и двамата с „Кой натопи заека Роджър“ (Who Framed Roger Rabbit), което беше подобно на Industrial Light & Magic. Печели и „Сатурн“ за най-добри костюми, а Уоруик Дейвис е номиниран за изпълнение от по-млад актьор (загубен за Фред Савидж за „Vice Versa“) и Джийн Марш за най-добра поддържаща актриса (загубена от Силвия Сидни за „Бийтълджус“). Той също така загуби за най-добър фентъзи филм и наградата „Хуго“ за най-добра драматична презентация на „Кой натопи заека Роджър“ (Who Framed Roger Rabbit). Номиниран е и за две награди „Златна малинка“, включително най-лошия сценарий, който загуби от „Коктейл“ (Cocktail) и лоша поддържаща роля на Били Барти, в който е изгубен от „Слуги и господари II“ (Caddyshack II)

### Домашно видео
През 1989 г. е издаден на VHS от RCA/Columbia Pictures Home Video, а по късно през 1995 г. на Columbia TriStar Home Video в категорията „Columbia TriStar Family Collection“ Пуснат е на DVD за първи път като „специално издание“ през ноември 2001 г. на 20th Century Fox Home Entertainment. Изданието включва аудио коментар на Уоруик Дейвис и две „изработване“ на функции. В коментара Дейвис потвърждава, че имаше редица „изгубени сцени“, за които преди това се говори, че са били изтрити, включително битка в долината, Уилоу, която се бори с момче, което се превръща в акула в езеро, докато извлича Фин Ризел, и удължен дуел на магьосника на кулминацията. По-късно, на 12 март 2013 г. е издаден за първи път на Blu-ray, с изцяло нов трансфер под контрола на Джордж Лукас.

## Саундтрак
Музиката към филма е написана от Джеймс Хорнър и изпълнена от Лондонския симфоничен оркестър.
„Аз съм музиковед, доктор по музика. Затова слушах, изучавах и анализирах много музика. Аз също се наслаждавам на метафори, на изкуството на цитирането и на цикъла. Хармоничният проект на Уилоу и най-вече неговия духовен дух идват от такъв цикъл, от такава митология и история на музиката, която аз бях научил, и че аз самият предавам със собствените си емоции и композиции.“
Еклектични влияния върху партитурата включват „Глаголичната маса“ на Леос Яначек, „Реквиемът“ на Моцарт, „The Nine Splendid Stags“ от Бела Барток, „Арабският танц“ на Едвард Григ за театралната пиеса „Peer Gynt“ и композициите на Сергей Прокофиев.
„Темата на Уилоу“ целенасочено (вж. Цитирания по-горе текст на Хорнър) съдържа преработка / промяна на част от темата на първото действия („Лебафт“) на Симфония № 3 на Роберт Шуман, като се позовава на нея, а „Темата на Елора Данан“ показва препратка към българската народна песен „Мир Станке Ле“ (Мир Станке ле), известна още като „Песен за жътва от Тракия“.
Списък със записите на саундтрака:
1. „Elora Danan“ – 9:45
2. „Escape from the Tavern“ – 5:04
3. „Willow's Journey Begins“ – 5:26
4. „Canyon of Mazes“ – 7:52
5. „Tir Asleen“ – 10:47
6. „Willow's Theme“ – 3:54
7. „Bavmorda's Spell is Cast“ – 18:11
8. „Willow the Sorcerer“ – 11:55

## „Уилоу“ В България
В България филмът е излъчен по кината още през 1989 г. впоследствие е издаден на VHS – 22 януари 1996 г. от Мейстар, притежаващ правата на Columbia TriStar Home Video за България със субтитри на български от Мая Илиева.
На 2 февруари 2003 г. е излъчен по Канал 1 с първи български войсоувър дублаж. Прави повторно излъчване на 1 януари 2004 г. в 14:45 ч.
На 12 март 2006 г. се излъчва по Нова телевизия с втори български войсоувър дублаж. Екипът се състои от:
| Преводач           | Надя Баева                                                              |
| Редактор           | Екатерина Късметлийска                                                  |
| Тонрежисьор        | Венцислав Велев                                                         |
| Озвучаващи артисти | Силвия Лулчева Елена Русалиева Николай Николов Борис Чернев Васил Бинев |

На 28 февруари 2009 г. започва и трето излъчване по bTV с трети войсоувър дублаж. Екипът се състои от:
| Озвучаващи артисти  | Живка Донева Христина Ибришимова Владимир Пенев Живко Джуранов Цанко Тасев Калин Сърменов |
| Преводач            | Луиза Топузян                                                                             |
| Тонрежисьор         | Галина Наумова                                                                            |
| Режисьор на дублажа | Красимир Куцупаров                                                                        |